# Rivière Anagance
 (août 2014).
Si vous disposez d'ouvrages ou d'articles de référence ou si vous connaissez des sites web de qualité traitant du thème abordé ici, merci de compléter l'article en donnant les références utiles à sa vérifiabilité et en les liant à la section « Notes et références ».
 (août 2014).
L'Anagance est une rivière du Nouveau-Brunswick. Celle-ci prend sa source de plusieurs ruisseaux aux pieds de la crête Anagance et de la colline Dunsinane, dans le massif des collines Calédoniennes. La rivière conflue avec la North au village de Petitcodiac, pour former la rivière Petitcodiac.
Les deux seules communautés au long de son cours sont Anagance et Petitcodiac. Les berges de la rivière sont principalement inhabitées, car elle traverse une région forestière et montagneuse.